# فرودگاه خرم‌آباد (ناحیه مسکونی)
فرودگاه خرم‌آباد یک منطقهٔ مسکونی در ایران است که در دهستان کرگاه غربی واقع شده‌است. فرودگاه خرم‌آباد ۳۱ نفر جمعیت دارد.